# Clásico Arturo Lyon Peña
El Clásico Arturo Lyon Peña es una carrera de la hípica chilena de Grupo I, disputada anualmente en el Club Hípico de Santiago. Esta carrera es la más importante para las hembras de dos años ya que pone fin a dicho proceso coronando a la mejor de dicha condición del año en curso. Se disputa en la última semana del mes de junio, casi en conjunto con el Clásico Alberto Vial Infante, previo a finalizar el proceso 2 años el 30 de junio.
El nombre de esta carrera homenajea a Arturo Lyon Peña destacado político chileno que durante 1907-1908 y 1927-1928 fue director y entre los años 1937 y 1938 Presidente del Directorio. Además es el puntapié inicial de la cuádruple corona del Club Hípico.
La versión 2020 de este clásico estaba pactada para el viernes 26 de junio, sin embargo, y debido a la Pandemia de enfermedad por Coronavirus, esta carrera fue reprogramada y finalmente se disputó el domingo 15 de noviembre.

## Historia
La primera versión de esta carrera se disputó en 1940, en la condición de hembras de 3 años, con un peso de 52 kilos y con recargo de 2 kilos a las ganadoras de carreras estelares. Actualmente se corre en la condición de Hembras de 2 años, grandes potrancas han ganado esta importante prueba, entre las que destacan: Miss Brío, Florencia, Percutora, Ser o No Ser, Domaine, Shapira, No Es Por Na, Solaria.

## Récords
Récord de la distancia: 
- No Es Por Na (2007), 1.600 con 1:40.04

Preparador con más triunfos
- 12 - Patricio Baeza A. (2000, 2005, 2006, 2007, 2008, 2009, 2010, 2012, 2013, 2016, 2017, 2023)

Criador con más triunfos
- 6 - Haras Don Alberto (2005, 2010, 2016, 2022, 2023, 2024)

Jinete con más triunfos
- 4 - Gonzalo Ulloa P. (2009, 2014, 2015, 2018)

## Ganadoras del Clásico Arturo Lyon Peña
Las siguientes son las ganadoras de la prueba desde 1990.
| Año  | Caballo         | Jinete            | Preparador          | Stud               | Haras                  | Tiempo   |
| ---- | --------------- | ----------------- | ------------------- | ------------------ | ---------------------- | -------- |
| 1990 | Foggy Day       | Ányelo Rivera     | Carlos Bagú R.      | Carioca            | Figurón                | 1.35.3/5 |
| 1991 | Florencia       | Sergio Azócar     | Antonio Bullezú M.  | Matancilla         | Matancilla             | 1.46.0   |
| 1992 | Gattinara       | Luis Torres       | Alfredo Bagú R.     | Don Cotto          | Figurón                | 1.43.3/5 |
| 1993 | Exactly Red     | Héctor Salazar    | Jorge Inda M.       | Montecompatri      | Figurón                | 1.37.0   |
| 1994 | Agua del Monte  | Ányelo Rivera     | Alfredo Bagú R.     | Santa Olga         | Santa Olga             | 1.39.4/5 |
| 1995 | Percutora       | Héctor Barrera    | Óscar González G.   | Monte Olimpo       | La Compañía            | 1.43.0   |
| 1996 | Exhortada       | Luis Rivera       | Antonio Bullezú M.  | Haras Santa Eladia | Santa Eladia           | 1.35.4/5 |
| 1997 | Praviana        | Luis Torres       | Antonio Abarca G.   | Don Cucho          | Santa Amelia           | 1.41.1/5 |
| 1998 | La Madame       | Hernán E. Ulloa   | Alejandro Valdés B. | Pascual            | El Laja de Los Ángeles | 1.33.1/5 |
| 1999 | Separata        | Pedro Santos      | Álvaro Breque V.    | Don Theo           | Trafalgar              | 1.32.3/5 |
| 2000 | Mar de Kara     | Richard Castillo  | Patricio Baeza A.   | Barrúa             | De Pirque              | 1.41.0   |
| 2001 | Witan           | Luis Muñoz        | José T. Allende F.  | Santa Amelia       | Santa Amelia           | 1.33.2/5 |
| 2002 | Macabra         | Claudio Jorquera  | Óscar Silva S.      | Lino               | Longaví                | 1.40.4/5 |
| 2003 | Ser o No Ser    | Gustavo Barrera   | Miguel Medina T.    | Matancilla         | Matancilla             | 1.35.2/5 |
| 2004 | Domaine         | Hernán E. Ulloa   | Samuel Fuentes P.   | Haras de Pirque    | De Pirque              | 1.37.3/5 |
| 2005 | Tanta Suerte    | Juan Galleguillos | Patricio Baeza A.   | Haras Don Alberto  | Don Alberto            | 1.41.99  |
| 2006 | Shapira         | Juan Galleguillos | Patricio Baeza A.   | La Estrella        | El Sheik               | 1.35.07  |
| 2007 | No Es Por Na    | Nicolás Inda      | Patricio Baeza A.   | Haras Santa Sara   | Santa Sara             | 1.40.04  |
| 2008 | Scarlet         | Héctor I. Berríos | Patricio Baeza A.   | Don Theo           | Matancilla             | 1.35.12  |
| 2009 | Pampa Oceánica  | Gonzalo Ulloa     | Patricio Baeza A.   | La Estrella        | El Sheik               | 1.36.69  |
| 2010 | Vamo a Galupiar | Héctor I. Berríos | Patricio Baeza A.   | Don Gato           | Don Alberto            | 1.37.95  |
| 2011 | Plaza de Indias | David Sanchez     | Alejandro Aguado C. | Jujuy              | Santa Amelia           | 1.36.94  |
| 2012 | Petite Lorraine | Guillermo Pontigo | Patricio Baeza A.   | Burlesco           | Santa Loreto           | 1.38.17  |
| 2013 | Solaria         | Guillermo Pontigo | Patricio Baeza A.   | Vendaval           | Paso Nevado            | 1.36.88  |
| 2014 | Dacita          | Gonzalo Ulloa     | Juan C. Silva S.    | Vendaval           | Paso Nevado            | 1.32.88  |
| 2015 | Wapi            | Gonzalo Ulloa     | Juan C. Silva S.    | Vendaval           | Paso Nevado            | 1.31.61  |
| 2016 | Sarona          | Héctor I. Berríos | Patricio Baeza A.   | Don Theo           | Don Alberto            | 1.32.57  |
| 2017 | Ruby Love       | Jorge A. González | Patricio Baeza A.   | Matriarca          | Matriarca              | 1.37.76  |
| 2018 | Dafonda         | Gonzalo Ulloa     | Juan Silva G.       | Vendaval           | Paso Nevado            | 1.33.73  |
| 2019 | Remembranzas    | Nicolás Molina    | Pedro Molina I.     | Matías Héctor      | Santa Isabel           | 1.33.39  |
| 2020 | Top Queen       | Héctor Barrera    | Juan Cavieres A.    | Auguri             | Doña Icha              | 1.34.41  |
| 2021 | Vita Da Mamma   | Jorge A. González | Sergio Inda M.      | Alvidal            | Il Campione Spa        | 1.37.38  |
| 2022 | Sos Genia       | Joaquín Herrera   | Julio Orellana R.   | Haras Don Alberto  | Don Alberto            | 1.37.20  |
| 2023 | Wandack         | Óscar Ulloa       | Patricio Baeza A.   | El Tata            | Don Alberto            | 1.37.06  |
| 2024 | Cassis Violeta  | Jorge A. González | Julio Orellana R.   | Doña Lili          | Don Alberto            | 1.39.52  |
| 2025 | Amada Mila      | Gonzalo Ulloa     | Aldo Parra          | Always Happy       | Dadinco                | 1.36.61  |

- Hasta el año 2005 las centésimas del tiempo de la carrera se tomaban en quintos (5) es decir cada 10 segundos eran equivalentes a 1/5.

## Última edición
El viernes 20 de junio de 2025 se disputó una nueva versión del clásico Arturo Lyon Peña, en la cual se impuso la ejemplar "Amada Mila", (hija de Flameaway), derrotando a Eccentric, en tercera posición se colocó Nartella, en cuarta posición llegó Vivien Van y la tabla la cerró Gracias a Todos. Amada Mila fue conducida por Gonzalo Ulloa, quien consigue su quinto triunfo en esta prueba, fue preparada por Aldo Parra, que obtiene su primer triunfo en esta carrera, pertenece al stud Always Happy y fue criada en el Haras Dadinco.